# القوة البشرية
القوة البشرية هي العمل أو الطاقة التي يتم إنتاجها من جسم الإنسان. يمكن أن يشير أيضًا إلى قوة (معدل العمل لكل وقت) للإنسان. تأتي القوة في المقام الأول من العضلات، ولكن يتم استخدام حرارة الجسم أيضًا للقيام بأعمال مثل تدفئة الملاجئ أو الطعام أو غيره من البشر.
السجلات العالمية لأداء السلطة من قبل البشر هي ذات أهمية لمخططي العمل ومهندسي عملية العمل. إن متوسط مستوى القوة البشرية التي يمكن الحفاظ عليها على مدى فترة زمنية معينة، على مدى دقيقة أو ساعة واحدة، أمر مثير للاهتمام للمهندسين الذين يصممون عمليات العمل في الصناعة. تُستخدم الطاقة البشرية أحيانًا لتوليد الطاقة الكهربائية وتخزينها أحيانًا في البطاريات للاستخدام في البرية.

## القوة المتاحة
ينتج التمثيل الغذائي البشري الطبيعي الحرارة عند معدل استقلاب أساسي يبلغ حوالي 80 واط.

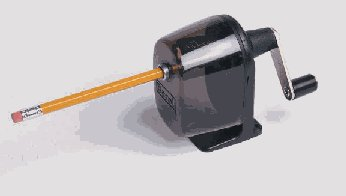
آلة شحذ أقلام الرصاص اليدوية

خلال سباق الدراجات، يمكن لراكب الدراجة المدربين بشكل جيد إنتاج ما يقرب من 400 واط من الطاقة الميكانيكية على مدى ساعة وفي رشقات قصيرة جدًا تزيد عن ضعف ذلك - 1000 إلى 1100 واط. الدراجات الهوائية الحديثة لديها أكثر من 95 ٪ من الكفاءة الميكانيكية. من المرجّح أن يبلغ متوسط عمر الفرد البالغ من العمر ما بين 50 و 150 واط في ساعة من التمارين الرياضية القوية. على مدار 8 ساعات من العمل، يمكن للعمالة اليدوية المتوسطة، التي تتمتع بصحة جيدة، والمغذية والمحفزة والمحفزة أن تحافظ على إنتاج يبلغ حوالي 75 واط من العمل. ومع ذلك، ينخفض العائد المحتمل للطاقة الكهربائية البشرية بسبب عدم كفاءة أي جهاز مولد، حيث أن جميع المولدات الحقيقية تتكبد خسائر كبيرة أثناء عملية تحويل الطاقة.
في حين تم بذل محاولات لملائمة المولدات الكهربائية لممارسة المعدات، فإن الطاقة التي يتم جمعها ذات قيمة منخفضة مقارنة بتكلفة معدات التحويل.

## النقل الذي يعمل بالطاقة البشرية
العديد من أشكال النقل تستخدم القوة البشرية. وهي تشمل الدراجة، الكرسي المتحرك، المشي، لوح التزلج، عربة اليد التجديف، الزحافات، والعربة. بعض الأشكال قد تستخدم أكثر من شخص واحد. تم دفع السفينة التاريخية من قبل الحريديم أو المواطنين في العصور القديمة، وبالعبيد الذين أسرهم القراصنة في الآونة الأخيرة. كانت ماكسيريد جوسامير كوندور أول طائرة تعمل بالطاقة البشرية قادرة على التحكم في الرحلة واستمرارها، مما يجعل أول رحلة لها في عام 1977. في عام 2007، أصبح جيسون لويس من إكسبيديشن 360 أول شخص يطوف حول العالم عند خطوط العرض غير القطبية باستخدام الطاقة البشرية فقط - المشي وركوب الدراجات والتزلج على الماء في جميع أنحاء اليابسة؛ والسباحة والتجديف بالكاياك والتجديف واستخدام قارب بطول 26 قدمًا يعمل بالبدالات لعبور المحيطات.

## معدات تعمل بالطاقة البشرية
بعض المعدات تستخدم القوة البشرية. وقد يستخدم الطاقة الميكانيكية مباشرة من العضلات، أو قد يحول المولد الطاقة التي يولدها الجسم إلى طاقة كهربائية.
تتكون المعدات التي تعمل بالطاقة البشرية من الأجهزة الكهربائية التي يمكن تشغيلها بالكهرباء التي تولدها قوة العضلات البشرية كبديل للمصادر التقليدية للكهرباء مثل البطاريات الأولية المستهلكة والشبكة الكهربائية. هذه الأجهزة تحتوي على مولدات كهربائية أو نظام الحث لإعادة شحن بطارياتها. وتتوفر الآن مولدات منفصلة تعمل بنظام الكرنك لإعادة شحن الأجهزة الإلكترونية المحمولة التي تعمل بالبطاريات مثل الهواتف المحمولة. وهناك أجهزة أخرى، مثل المشاعل الكهربائية التي تعمل آليًا، تشتمل على المولد المدمج داخل الجهاز.
بديل عن البطاريات القابلة لإعادة الشحن لتخزين الكهرباء هو المكثفات الفائقة، والتي يتم استخدامها الآن في بعض الأجهزة مثل المصباح الكهربائي الذي يتم تشغيله ميكانيكيًا والموضح هنا. وتشمل الأجهزة التي تخزن الطاقة ميكانيكياً، بدلاً من الكهرباء، أجهزة الراديو التي تعمل على مدار الساعة مع النابض الرئيسي، والتي يتم تفكيكها بواسطة كرنك وتحول مولد كهربائي لتشغيل الراديو.

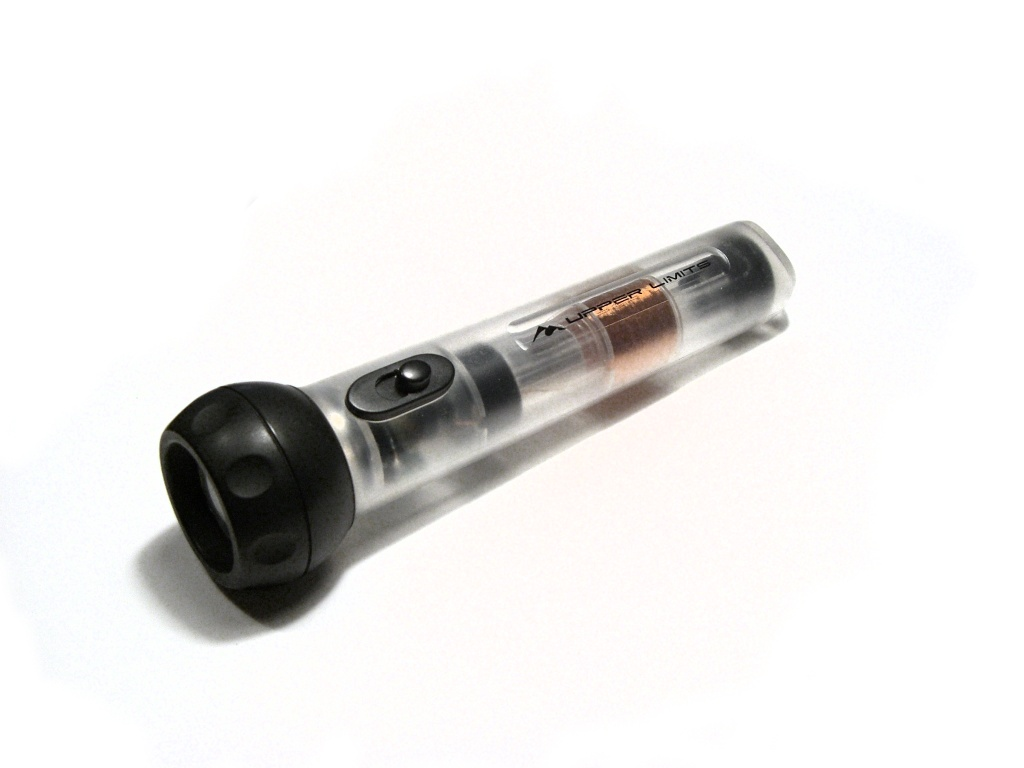
مصباح يدوي بالطاقة الكهربائية. يستخدم هذا مولدًا خطيًا ويتم شحنه بالاهتزاز على طول المحور الطويل.

أحد الأمثلة المبكرة على الاستخدام المنتظم للمعدات الكهربائية التي تعمل بالطاقة البشرية هو في أنظمة الهاتف المبكرة؛ التيار لقرع الجرس عن بعد تم توفيره من قبل المشترك وتحريك مقبض على الهاتف، والتي تحولت إلى مولد مغناطيسي صغير. تعتبر الأجهزة التي تعمل بالطاقة البشرية مفيدة كمعدات الطوارئ، عندما تؤدي الكوارث الطبيعية أو الحروب أو الاضطرابات المدنية إلى عدم توفر إمدادات الطاقة العادية. كما تم النظر إليها على أنها اقتصادية للاستخدام في البلدان الفقيرة، حيث قد تكون البطاريات باهظة الثمن، كما أن الكهرباء غير موثوقة أو غير متوفرة. كما أنها بديل مفضل بيئيًا لاستخدام البطاريات التي تستخدم لمرة واحدة، والتي تعد مصدرًا للطاقة وفيرًا وقد تؤدي إلى إدخال المعادن الثقيلة في البيئة. الاتصال هو تطبيق شائع للكميات الصغيرة نسبيا من الطاقة الكهربائية التي يمكن توليدها بواسطة مولد كهربائي.

### راديو البقاء على قيد الحياة
واستخدم راديو حرب بقاء جيبسون للبقاء في الحرب العالمية الثانية مولدًا مكرنًا يدويًا لتوفير الطاقة؛ هذا تجنب الأداء غير الموثوق به لبطاريات الخلايا الجافة التي يمكن تخزينها لأشهر قبل الحاجة إليها، على الرغم من أنه كان من العائق أن الناجي كان لائقا بما فيه الكفاية لتحويل الساعد. اخترعت أجهزة الراديو البقاء على قيد الحياة ونشرها من قبل الجانبين خلال الحرب. أعطيت SCR-578 (وما شابهها بعد الحرب AN / CRT-3) مرسلات البقاء على قيد الحياة التي تحملها الطائرات على العمليات فوق الماء لقب «فتاة جيبسون» بسبب شكل "الساعة الرملية"، والذي سمح لهم أن تعقد ثابت بين الساقين في حين تم تشغيل مقبض المولد.

### الراديو العسكري

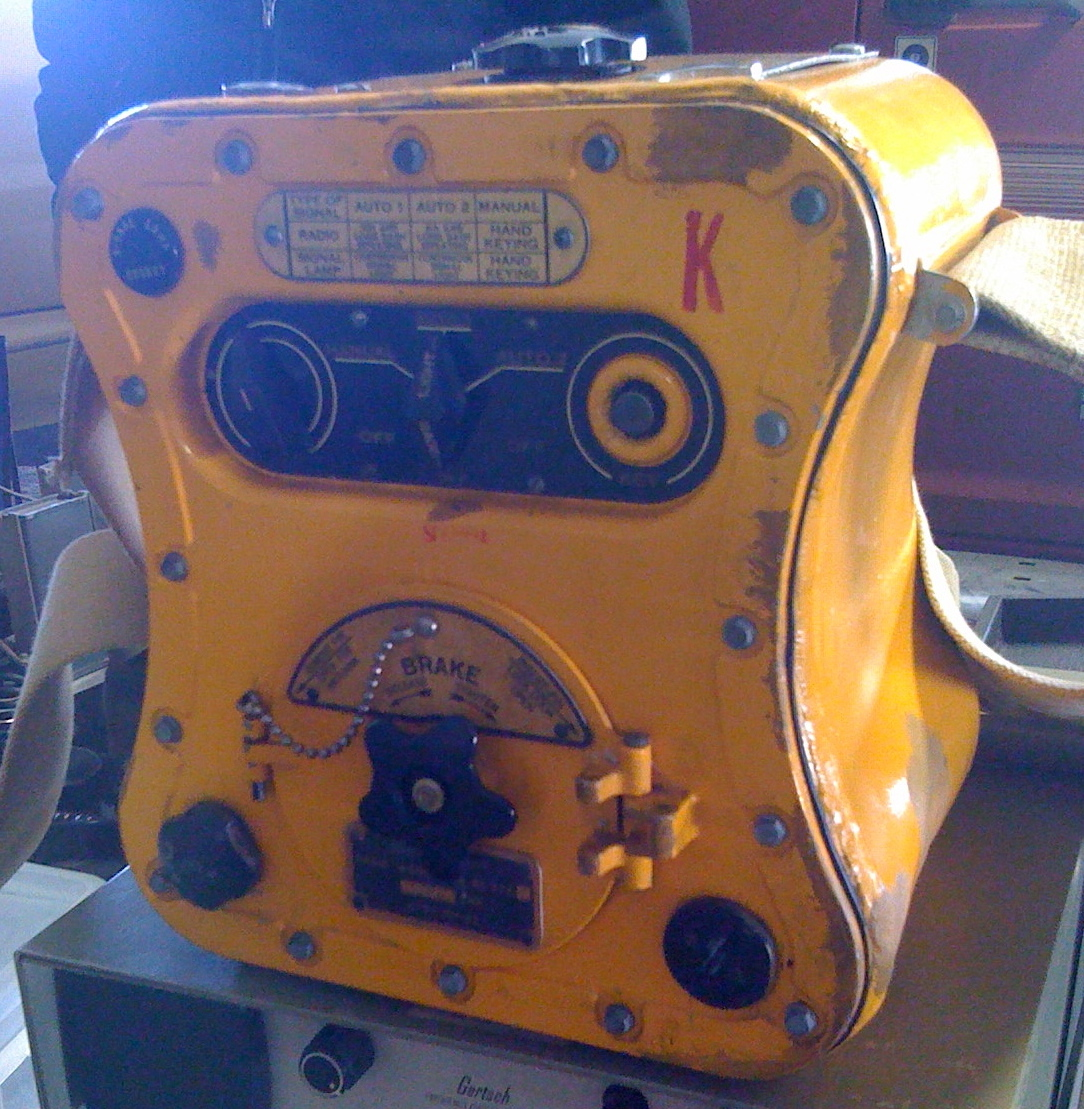
BC-778 "فتاة جيبسون " جهاز لاسلكي.

خلال الحرب العالمية الثانية، استخدمت القوات الأمريكية أحيانًا مولدات ذراع تدوير اليد، GN-35 و GN-45، لتشغيل مجموعات راديو الإشارات الكهربائية. كان تحريك اليد شاقًا، ولكنه ولّد تيارًا كافيًا لمجموعات الراديو الأصغر، مثل SCR-131 و SCR-161 و SCR-171 و SCR-284 و SCR-694.

### راديو الرياح
راديو رادوت أو راديو مدار الساعة هو راديو يعمل بالطاقة بواسطة قوة العضلات البشرية بدلاً من البطاريات أو الشبكة الكهربائية. في الترتيب الأكثر شيوعًا، يتم تشغيل مولد كهربائي داخلي بواسطة جهاز رئيسي، يتم إلحاقه بواسطة كرنك يدوي في العلبة. تحويل الرياح الساعد في الربيع واللف الكامل سوف يسمح لعدة ساعات من التشغيل. بدلا من ذلك، يمكن للمولد شحن بطارية داخلية.

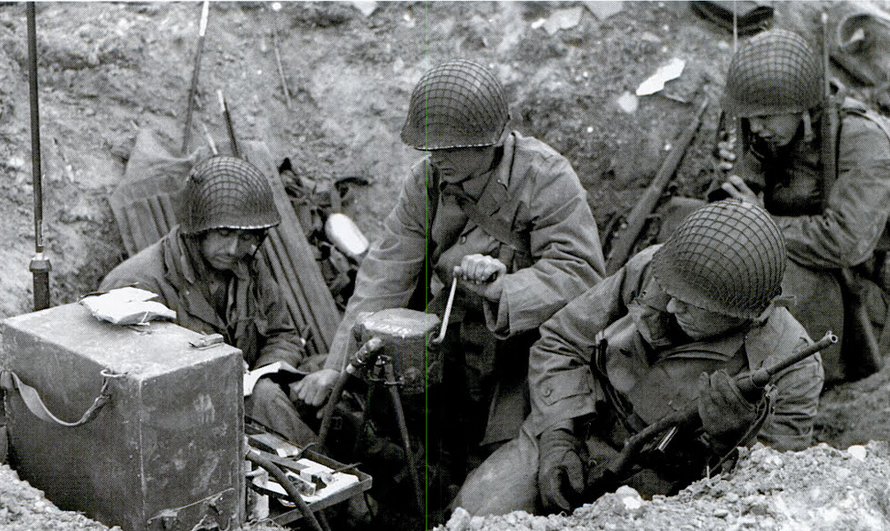
جنود أمريكيون أثناء الإذاعة اللاسلكية في الحرب العالمية الثانية باستخدام مولد GN-45 اليدوي

أجهزة الراديو التي تعمل بالطاقة من المولدات المحمولة باليد ليست جديدة، ولكن كان ينظر إلى سوقها سابقا على أنها تقتصر على المنظمات الطارئة أو العسكرية. تم تصميم راديو الساعة الحديث وحصل على براءة اختراع في عام 1991 من قبل المخترع البريطاني تريفور بايليس كرد على أزمة فيروس نقص المناعة البشرية / الإيدز. تصور أنه بمثابة راديو لاستخدام الفقراء في البلدان النامية دون الوصول إلى البطاريات. في عام 1994، حصل المحاسب البريطاني كريس ستاينز وشريكه في جنوب أفريقيا، روري ستير، على الترخيص العالمي للاختراع وشارك في تأسيس شركة بايجين باور إندستريز (التي تعمل الآن باسم Freeplay Energy Ltd)، والتي أنتجت أول نموذج تجاري. كان مفتاح تصميمها هو استخدام نابض السرعة الثابت لتخزين الطاقة الكامنة، والتي لم تعد قيد الاستخدام. بعد أن خسر بايليس سيطرته على اختراعه عندما أصبح بايجن برنامج لعب حر، تحولت وحدات طاقة العب الحر إلى بطاريات يمكن التخلص منها بتكلفة من المولدات اليدوية الرخيصة.
مثل أجهزة أخرى تعمل بالطاقة الذاتية، كانت أجهزة الإرسال اللاسلكية مخصصة للتخييم وحالات الطوارئ وللمناطق التي لا توجد فيها شبكة كهربائية ومن الصعب الحصول على بطاريات بديلة، كما هو الحال في البلدان النامية أو المستوطنات النائية. كما أنها مفيدة في حالة عدم استخدام الراديو على أساس منتظم، كما أن البطاريات ستتدهور، كما هو الحال في منزل لقضاء العطلات أو في كابينة.

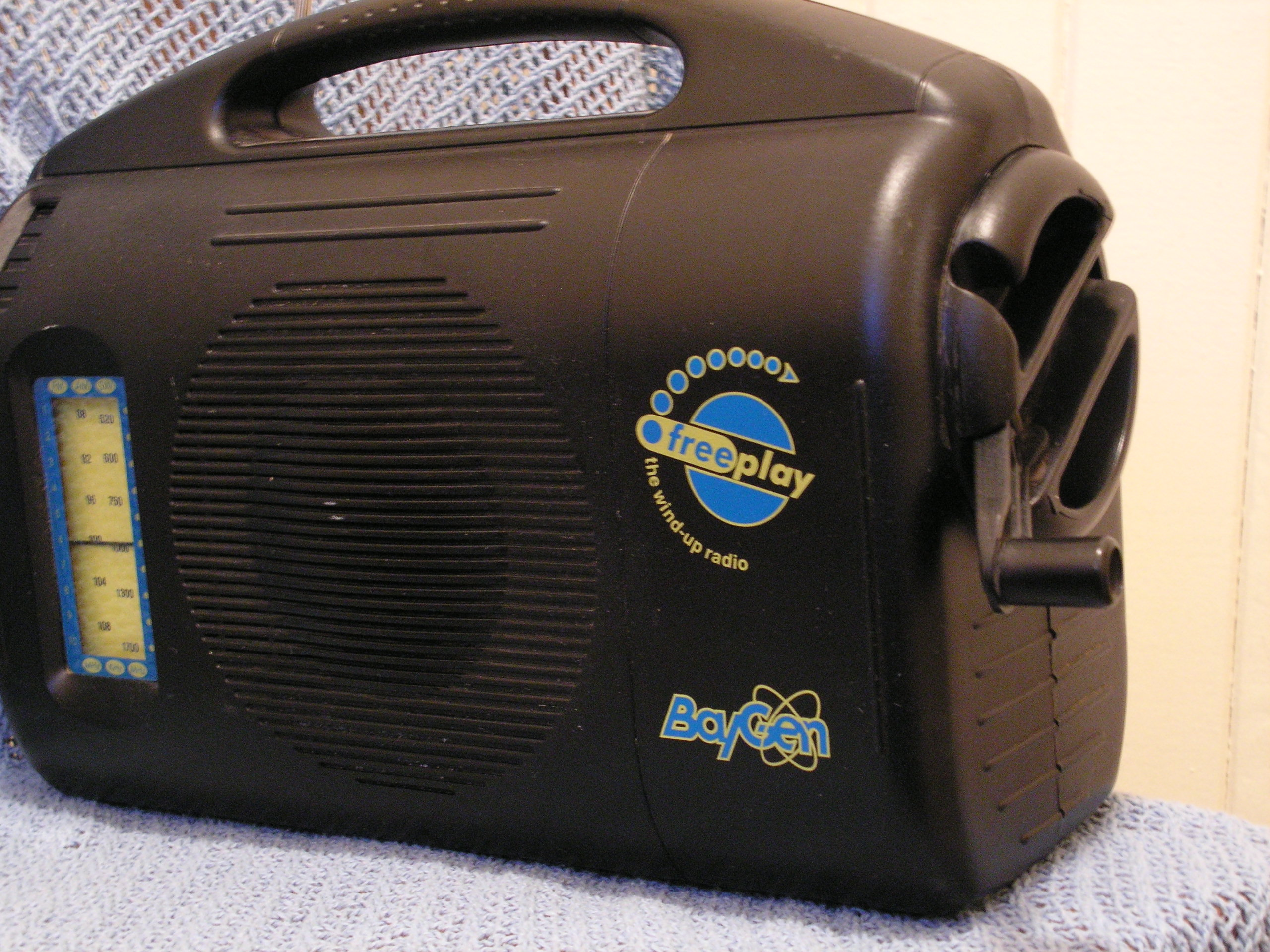
راديو ساعة بايجين الأصلي مع كرنك في وضع اللفة

أجهزة الراديو تصل الرياح مصممة للاستخدام في حالات الطوارئ في كثير من الأحيان شملت المصابيح الكهربائية، وامض أضواء الطوارئ، وصفارات الطوارئ. وقد تشمل أيضًا مصادر طاقة بديلة متعددة، مثل البطاريات التي يمكن التخلص منها أو التي يمكن إعادة شحنها، وأوعية ولاعة السجائر والخلايا الشمسية.

### جهاز إرسال يعمل بالدواسة

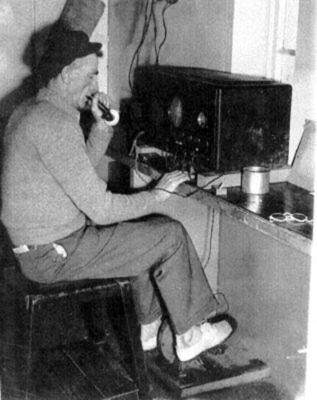
يستخدم راديو الدواسة في منارة جزيرة ساوث سوليريت، للتواصل مع نورا هيد لايتستيشن، 1946

كان راديو الدواسة (أو الدواسة اللاسلكية) جهاز استقبال راديوي يعمل بواسطة مولد يعمل بدواسة. تم تطويره من قبل ألفريد تريجر في عام 1929 كوسيلة لتوفير الاتصالات اللاسلكية إلى المساكن النائية في المناطق النائية الأسترالية. لم يكن هناك أي مصدر للطاقة أو مولد كهربائي متاح في ذلك الوقت وكانت البطاريات لتوفير الطاقة المطلوبة مكلفة للغاية. يعتبر اختراعًا أستراليًا مهمًا.